# 小笠原信夫
小笠原 信夫（おがさわら のぶお、 1939年（昭和14年）3月21日 - 2018年（平成30年）10月29日）は、日本の刀剣学者。東京国立博物館刀剣室長、工芸課長などを歴任。

## 略歴
- 千葉県香取市出身。早稲田大学政治経済学部卒業。
- 日本美術刀剣保存協会 設立者の佐藤寒山を師とする。
- 2000年3月 - 東京国立博物館退官。東京国立博物館・名誉館員。
- 2018年（平成30年） - 心筋梗塞のため死去[2]。

## 著作物

### 著書
- 1973年 - 『長曽祢乕徹新考』（雄山閣）
- 1975年 - 『刀剣』（保育社）
- 1982年 - 『鐔』（保育社）
- 2007年 - 『日本刀 日本の技と美と魂』（文藝春秋）
- 2013年 - 『名刀虎徹』 （文藝春秋）
- 2016年 - 『刀』（角川ソフィア文庫 ジャパノロジー・コレクション）
- 2019年 - 『日本刀の鑑賞基礎知識 復刻版』（雄山閣）
- 2019年 - 『刀鍛冶考 その系譜と美の表現』（雄山閣）